# 현대 쏠라티
현대 쏠라티(영어: Hyundai SOLATI) 또는 현대 H350(영어: Hyundai H350)는 현대자동차의 소형상용 승합차 및 소형 트럭이다. 메르세데스-벤츠 스프린터, 포드 트랜싯, 이베코 데일리, 르노 마스터 등과 경쟁해 유럽 시장에서도 판매된다.

## 1세대(EU)

### 쏠라티 (2015년10월 19일~ 현재)

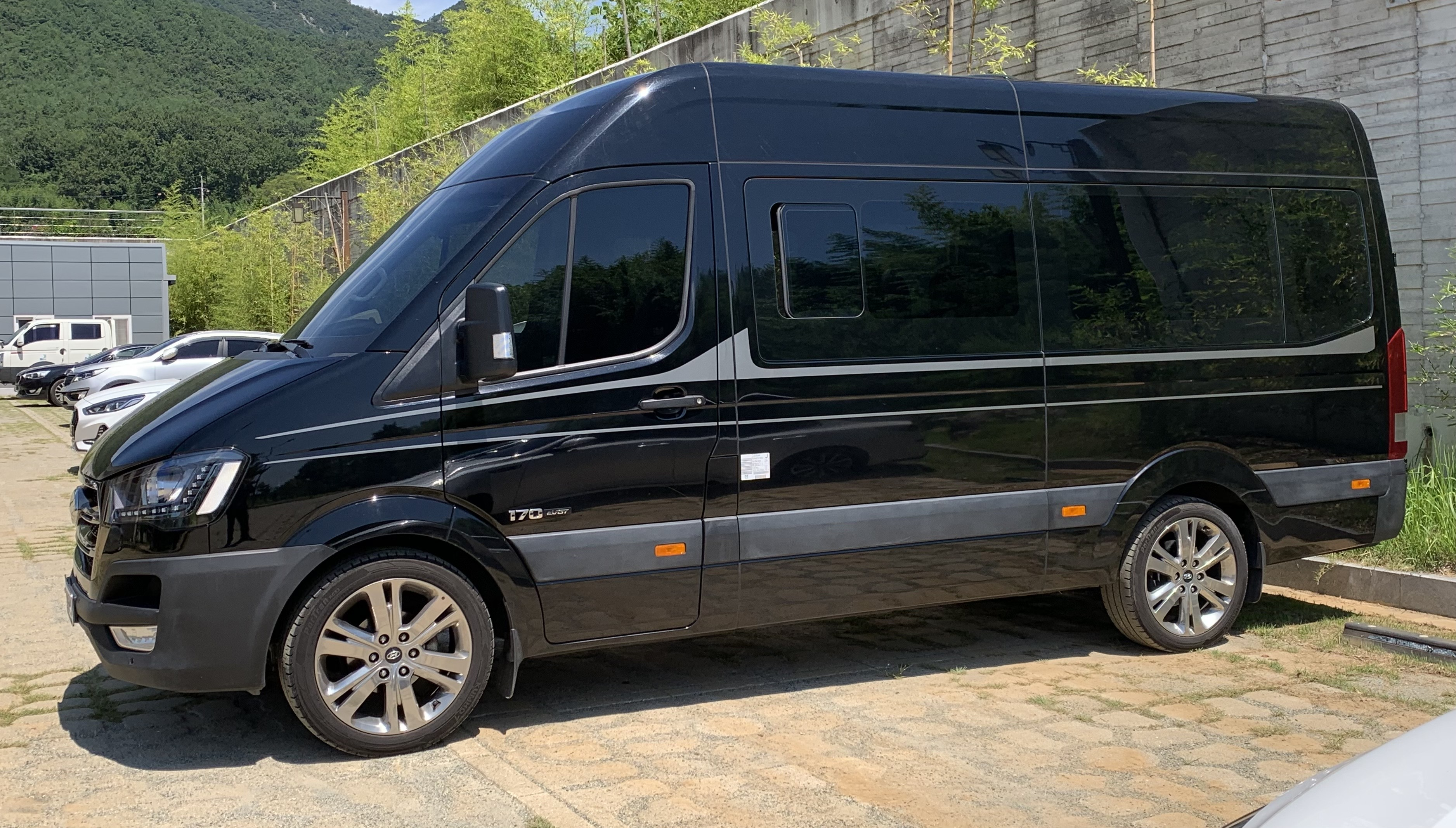
현대 쏠라티 정측면

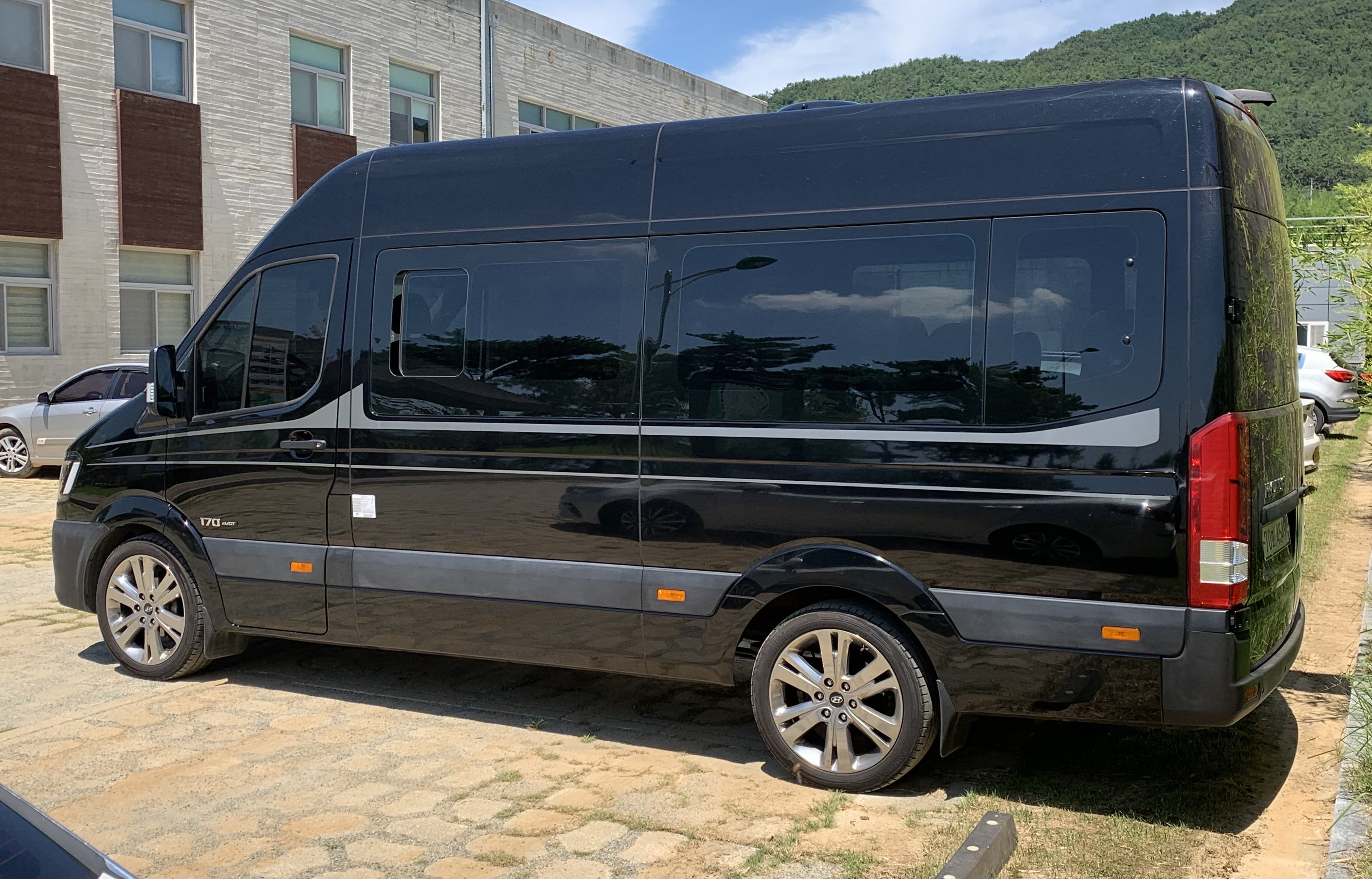
현대 쏠라티 후측면

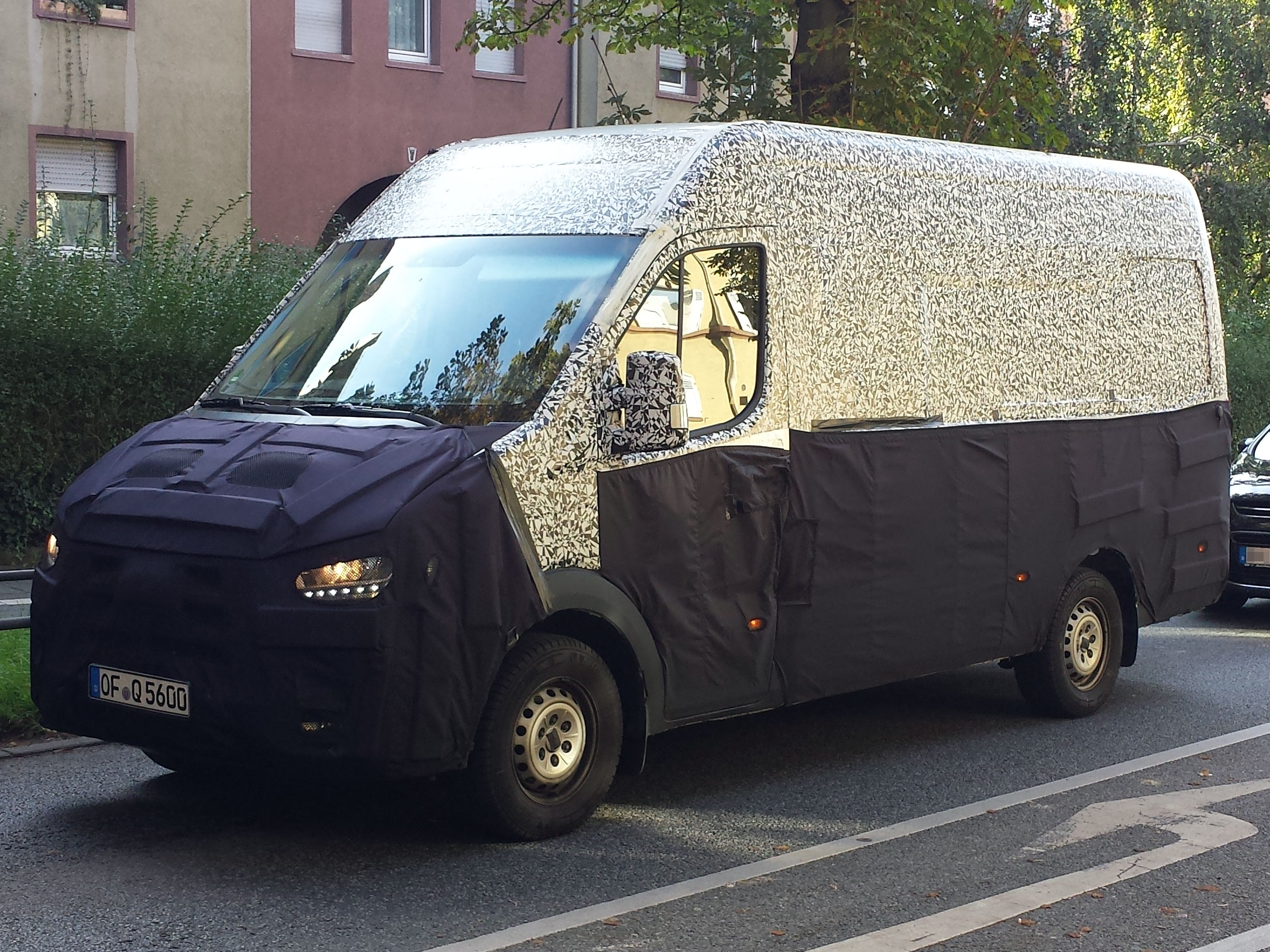
현대 쏠라티 테스트뮬 정측면

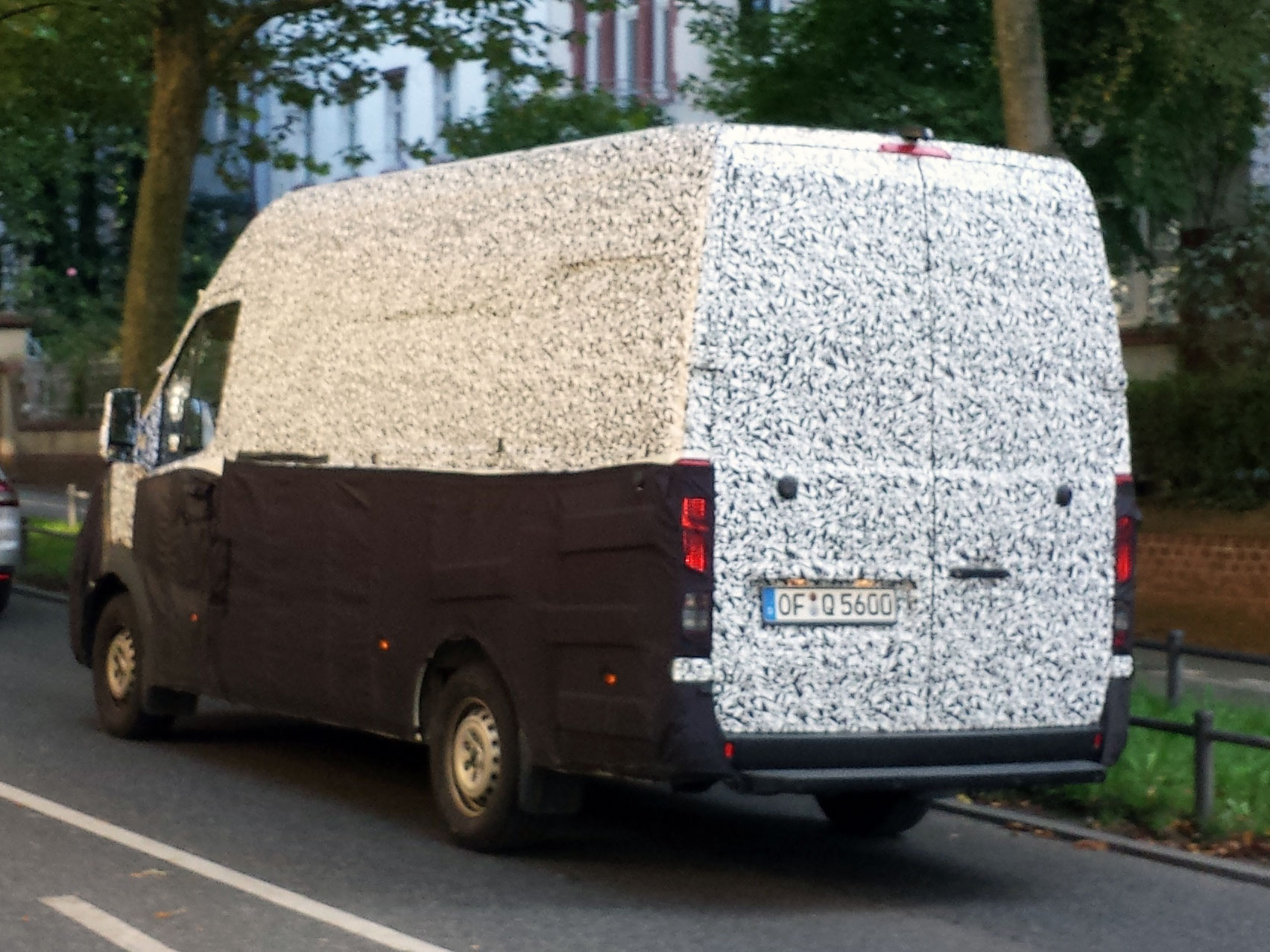
현대 쏠라티 테스트뮬 후측면

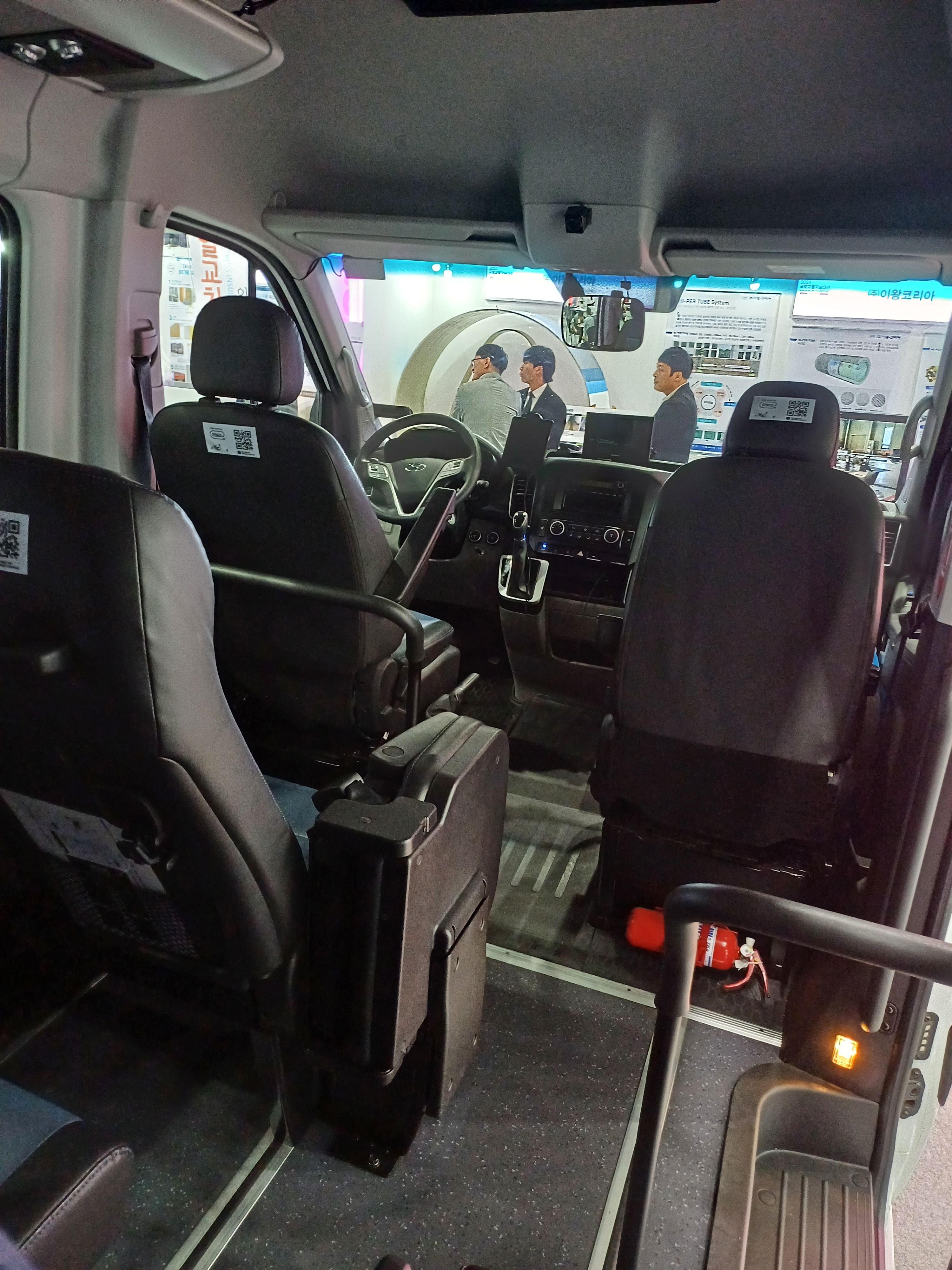
현대 쏠라티 내부와 운전석

2015년 10월 19일에 정식 출시되었다. 출시에 앞서 2014년 9월 독일 하노버에서 개최된 국제 상용차 박람회(IAA)에서 처음 공개되었고, 대한민국에서는 2015년 4월에 개최된 서울 모터쇼에서 공개되었다. 생산은 전라북도 완주군 봉동읍에 있는 상용차 공장인 현대자동차 전주공장 외에도 터키의 상용차 전문 제조사인 카르산이 현지 CKD(조립 생산) 방식으로 진행한다. 전면에는 현대자동차의 육각형 라디에이터 그릴이 적용되어 패밀리 룩을 이루었다. 전장 6.2m(축거 3,670mm) 또는 5.52m (축거 3,440mm)의 사이즈를 가진 승합 및 중형 밴과 카고 밴 등 3개 버전으로 판매되며, 대한민국에서는 초기에 승합만 판매되었다. 카고 밴은 최대 12.9m3의 화물을 실을 수 있는 공간을 갖고 있으며, 승합은 14명에서 16명까지 승객을 실을 수 있고, 각 좌석간 피치 공간을 80인치까지 확보하여 충분한 레그룸을 보장한다. 레인 센서와 자동 조명, 냉장 글로브 박스, 크루즈 컨트롤 등의 편의 사양이 적용되었다. 전후 디스크 브레이크와 전자식 안전 장치, 브레이크 어시스트 등의 안전 장치도 장착된다. 추후 쏠라티의 차대를 베이스로 한 1.2톤 트럭도 생산이 시작되었으며, 유럽에서만 판매된다. 2016년 3월부터 특장차가 추가되었고, 같은 해 5월 23일에 대한민국에서도 화물밴&냉장밴(3인승)이 추가되었으나, 판매 부진으로 2017년 1월 냉장밴(3인승)과 휠체어리프트 모델 등이 단종되었다. 밴이 나왔을 때 캠핑카도 추가됐다.
변속기는 6단 수동변속기만 나왔으나, 2016년부터 8단 자동변속기가 추가됐다. 현재는 자동변속기가 기본이고, 수동변속기는 마이너스 옵션이다.
2021년에 스타렉스가 단종되고 스타리아로 대체된 후에는 유일하게 후륜구동 기반의 15인승 승합차로 남았으나, 비싼 차값 때문에 크게 외면받고 있다.
| 구분                 | 2.5ℓ A2 디젤             |
| -------------------- | ------------------------ |
| 전장 (mm)            | 6,195                    |
| 전폭 (mm)            | 2,038                    |
| 전고 (mm)            | 2,665 2,777(에어컨 포함) |
| 축거 (mm)            | 3,670                    |
| 윤거 (전, mm)        | 1,712                    |
| 윤거 (후, mm)        | 1,718                    |
| 승차 정원            | 14명 15명 16명           |
| 변속기               | 수동 6단 자동 8단        |
| 서스펜션 (전/후)     | 더블 위시본/리지드 액슬  |
| 구동 형식            | 후륜 구동                |
| 엔진 형식            | I4 2.5L 디젤             |
| 연료                 | 디젤                     |
| 배기량 (cc)          | 2,497                    |
| 최고 출력 (ps/rpm)   | 170/4,000                |
| 최대 토크 (kg*m/rpm) | 43.0/4,000               |
| 연료탱크용량 (ℓ)     | 75                       |
| 요소수탱크용량 (ℓ)   | 22                       |
| 연비 (km/ℓ)          | 12.2(복합)               |

### 라인업
- 기본
  - 스탠다드
  - 디럭스
  - 럭셔리
  - 익스클루시브
  - 프리미엄 / 익스클루시브 스페셜 2월 출시 탄생

- 특장차
  - 앰블런스
  - 어린이버스
  - 캠핑카
  - 병원버스
  - 소방 119 구급차

## 영업용 차량으로의 투입
현재 쏠라티는 영업용 차량으로 투입되는 노선이 거의 전무하나, 경주시를 연고로 둔 새천년미소 같은 금아버스그룹에서 이 차량을 좌석버스와 시외버스로 운행하고 있다. 다만 쏠라티는 콜버스에 우선 먼저 투입시켜서 적용되며, 추후 저수요 농어촌버스 및 공영버스는 물론 수요가 매우 저조한 마을버스 노선 등에 우선 먼저 투입할 수도 있다. 2019년 3월에는 금호고속관광 호남법인에서 쏠라티 2대를 출고하였다. 그 외에도 파주시의 신일여객에서 19번 시내버스 노선에 쏠라티를 2019년 9월부터 투입할 계획에 있어, 투입되면 경주 130, 2번 버스 다음으로 두 번째이자 수도권 최초의 영업용 현대 쏠라티 시내버스가 선보일 예정에 있다. 화성도시공사에서도 공영버스 노선 예비차로 쏠라티 1대를 운영하고 있다.
노선버스 외에는 렌터카로 간간히 활용되고 있다.

## 경쟁 차종
- 메르세데스-벤츠 - 스프린터